# Nieuwerkerken (Limbourg)
Pour les articles homonymes, voir Nieuwerkerken.
Nieuwerkerken est une commune dans la province de Limbourg en Belgique. La commune, située au sud-ouest de Hasselt, compte un peu plus de 7.000 habitants. Nieuwerkerken appartient au canton électoral et au canton judiciaire de Saint-Trond.

## Étymologie
Nieuwerkerken est mentionné pour la première fois en 1139 sous le nom de Nova Ecclesia, ce qui signifie en latin "nouvelle église".

## Histoire
Nieuwerkerken, dont la superficie était considérablement plus petit qu'aujourd'hui, avait un statut juridique flou. La majeure partie du village dépendait de la seigneurie d'Ottoncourt, qui se trouvait en Brabant, mais était un fief du chapitre de Saint-Lambert à Liège. Juridiquement, il relevait du banc des échevins de Gorsem. En fait, la situation était tellement compliquée qu'il n'existait pas d'autorité propre et qu'il était facile d'accorder le droit d'asile à des personnes poursuivies pénalement ailleurs. Cette situation a persisté jusqu'en 1785. Les hameaux appartenant à l'actuelle commune, Tichelrij (nl) (au nord) et Schelfheide (nl) (au nord-ouest), étaient chacun des seigneuries distinctes, qui dépendait du comté de Looz. Tichelrij avait son propre banc d'échevins, et Schelfheide relevait de Gorsem. Ils constituaient 80 % du territoire de la commune de Nieuwerkerken telle qu'elle existait avant les fusions des communes de 1971 et 1977.

## Sites touristiques

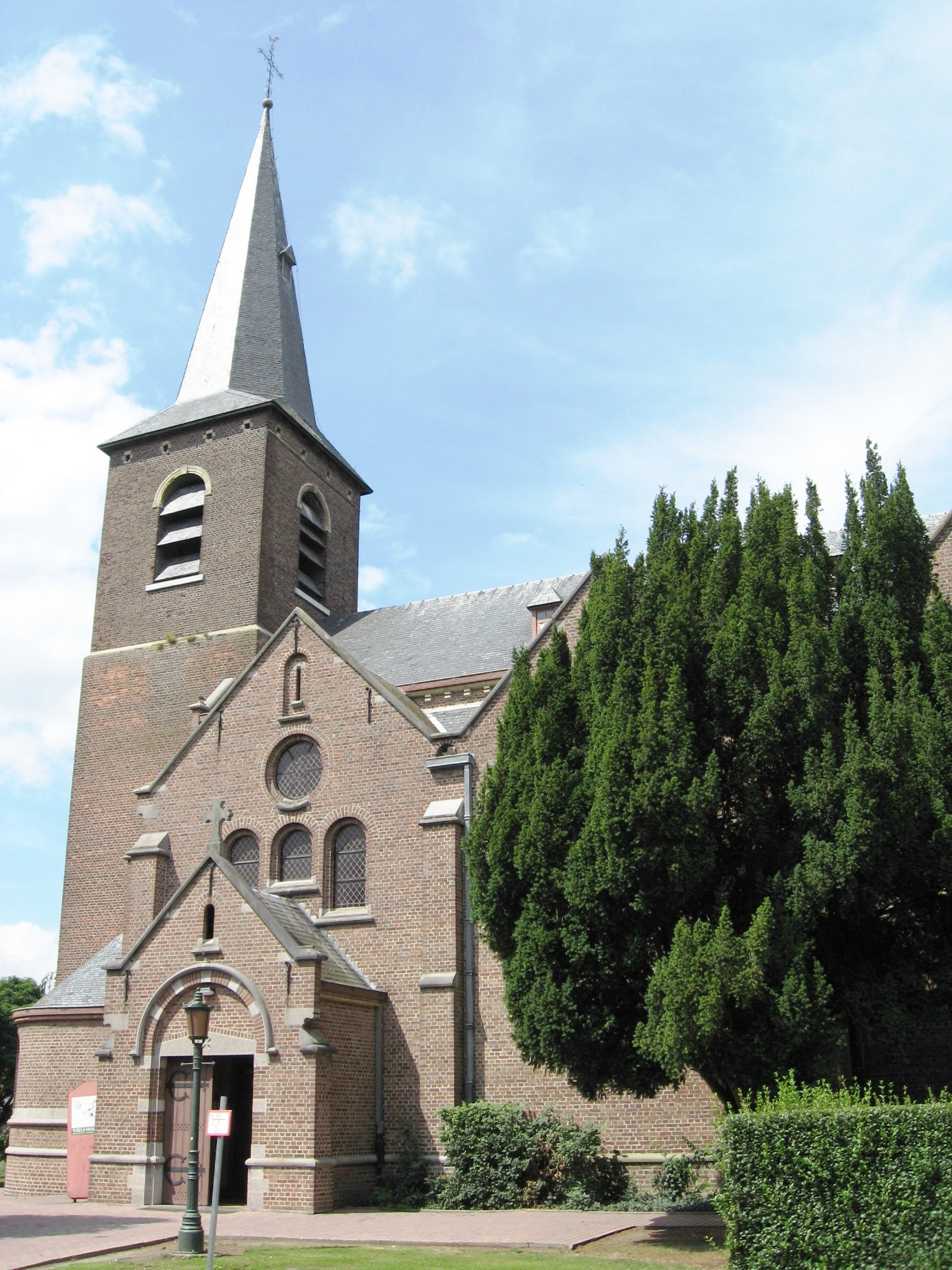
Église Saint-Pierre

- Église Saint-Pierre de 1910, avec une tour de 1828
- Château de Nieuwerkerken
- Muggenbosken
- Quelques fermes en colombage, notamment au Diestersteenweg 217 et à la Tegelrijstraat 8.

## Nature et paysage
Nieuwerkerken est situé dans le Hesbaye humide. L'altitude est d'environ 50 mètres. Le sol est constitué de couches de sable et d'argile et le paysage est principalement caractérisé par des prairies, des champs et des vergers. Autrefois, un vaste domaine forestier existait dans les environs larges de Nieuwerkerken, dont seul le petit bois de Muggenbosje reste un vestige. Au sud-est de Nieuwerkerken, principalement sur le territoire de la commune de Saint-Trond, se trouve un plus grand vestige forestier, l'actuel Domaine Provincial de Nieuwenhoven.

## Culture
Les habitants de Nieuwerkerken, souvent caractérisés par leur hospitalité et leur esprit communautaire, sont fiers de leur patrimoine local et de leurs traditions. La culture à Nieuwerkerken reflète l'hospitalité limbourgeoise, avec un fort accent sur les valeurs familiales, les fêtes locales et le maintien des liens sociaux.
La commune accueille divers événements locaux qui rassemblent la communauté, tels que des fêtes annuelles, des festivals culturels et des événements sportifs, attirant des personnes de tous âges et renforçant la cohésion locale. Nieuwerkerken est également riche en espaces verts et parcs, invitant résidents et visiteurs à se détendre et à se récréer dans la nature.
En matière d'art et de culture, Nieuwerkerken offre un accès à diverses installations culturelles, y compris une bibliothèque et des centres communautaires, où des ateliers et des expositions sont régulièrement organisés. Ces activités encouragent non seulement la participation culturelle parmi les habitants, mais favorisent également la compréhension et l'appréciation des formes d'art locales et internationales.
La nature des habitants de Nieuwerkerken peut être décrite comme chaleureuse et ouverte, accueillant facilement de nouveaux résidents et visiteurs dans la communauté. Cette nature inclusive renforce la cohésion sociale et fait de Nieuwerkerken un lieu de vie et de visite vivant et accueillant.

### Culture visuelle
- Nieuwerkerken a été le lieu de tournage pour la première saison du programme de VTM, De Werf.
- Diverses scènes du film néerlandais Knielen op een bed violen ont été tournées dans les anciennes étables de la ferme au Grotestraat 6.

## Mobilité
Le territoire de Nieuwerkerken est traversé par la N716 qui relie Herck-la-Ville au nord et Saint-Trond au sud.

## Géographie
Avec une superficie de 2237 ha et un nombre d'habitants de plus de 7000, Nieuwerkerken est l'une des plus petites communes du Limbourg.

### Centre-villages
La commune de Nieuwerkerken est composée des villages Binderveld, Nieuwerkerken, Wijer et Kozen.

### Situation
Nieuwerkerken se situe dans le sud-ouest de la province de Limbourg. La frontière de la commune est partagée à l'ouest avec Geetbets, qui se trouve en Brabant flamand. Nieuwerkerken a deux villes historiques comme voisines : Hasselt au nord-est et Saint-Trond au sud. Alken est la commune voisine au nord-est.

### Villages avoisinants
Cortenbosch, Saint-Trond, Melveren, Rumigny, Schakkebroek (nl), Herck-la-Ville

### Sections communales
| # | Nom           | Sup. (km²) | Habitants (2020) | Habitants per km² | NIS-code |
| - | ------------- | ---------- | ---------------- | ----------------- | -------- |
| 1 | Nieuwerkerken | 8,04       | 3.438            | 428               | 71045A   |
| 2 | Binderveld    | 3,78       | 649              | 171               | 71045B   |
| 3 | Wijer         | 5,25       | 1.265            | 241               | 71045C   |
| 4 | Kozen         | 5,44       | 1.646            | 303               | 71045D   |

## Héraldique
|  | La commune possède des armoiries qui lui ont été octroyées le 1er juillet 1985. La commune n’avait ni sceau historique ni armoiries, pas plus que les anciennes communes fusionnées en 1977. Les armoiries ont donc été conçues sur la base des anciens dirigeants de la région. La zone de la présente commune était dispersée parmi un certain nombre de domaines et de paroisses, tous avec des propriétaires différents. Il a été décidé d’utiliser les armoiries du Comté de Looz associées aux armoiries du chapitre de Saint-Lambert de Liège comme armoiries de la nouvelle commune. Deux domaines à Niewerkerken, Tichelrije et Schelfheide, ainsi que des parties de Binderveld, Kozen et Wijer étaient à l'origine des emprunts des comtes de Looz alors que la paroisse et le village de Nieuwerkerken appartenaient historiquement au chapitre de Liège. Blasonnement : Parti en 1. burelé de gueules et d’or de dix pièces. En 2. De gueules à un Saint Lambert assis bénissant la main droite et tenant dans la main gauche un bâton d'évêque, le tout d'or. (Traduction libre) Source du blasonnement : Heraldy of the World. |

## Démographie

### Évolution démographique de la section de Nieuwerkerken
- Sources:INS, www.limburg.be et Commune de Nieuwerkerken
- 1954:  Annexion de Schelfheide, une exclave de Gorsem dans Nieuwerkerken

### Évolution démographique de la commune fusionnée
En tenant compte des anciennes communes entraînées dans la fusion de communes de 1971 et de 1977, on peut dresser l'évolution suivante :
- Source : DGS - Remarque: 1831 jusqu'à 1981=recensement; depuis 1990=nombre d'habitants chaque 1er janvier[2]

## Bourgmestres
- 1869-1899: Baron Edmond Whettnall (1843-1813)
- 1946-1958: Libert Geuns (1917-2005)
- 1982-2000: Louis Germeys (1943-2001)
- 2002- : Benny Bamps

## Habitants célèbres
- Danny Boffin, footballeur
- Giel Deferm, footballeur
- Joe Harris, Chanteur
- Robert Droogmans, pilote de rallye
- Stijn Stijnen, footballeur
- Jacky Mathijssen (footballeur /Entraîneur )

## Villes jumelées
Nieuwerkerken est jumelée avec :
- San Casciano